# Antonio Bokanovic
Antonio Bokanovic (* 11. Juni 2003) ist ein österreichischer Fußballspieler.

## Karriere
Bokanovic begann seine Karriere beim FC Dornbirn 1913. Zur Saison 2017/18 kam er in die AKA Vorarlberg, in der er fortan sämtliche Altersstufen durchlief.
Im Juni 2020 debütierte er für seinen Stammklub FC Dornbirn 1913, für den er davor noch nicht einmal für die Zweitmannschaft gespielt hatte, in der 2. Liga, als er am 24. Spieltag der Saison 2019/20 gegen den Floridsdorfer AC in der 89. Minute für Felix Gurschler eingewechselt wurde. Dies blieb sein einziger Profieinsatz für die Dornbirner. In der Saison 2020/21 kam er elfmal für die fünftklassigen Amateure des Vereins zum Einsatz.
Zur Saison 2021/22 wechselte Bokanovic zum fünftklassigen SC Hatlerdorf.